# Parameswara (sultán)

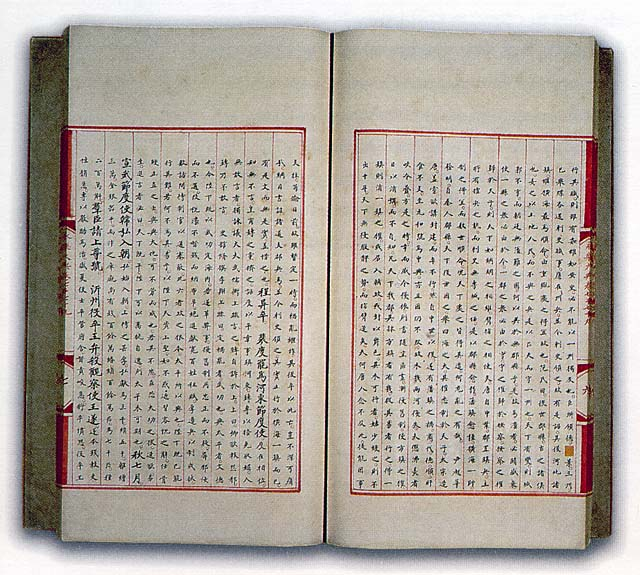
Enciclopedia del emperador Yongle. Según la historia de la dinastía Ming (1368-1644), Parameswara visitó al emperador chino Yongle y le pagó tributo.

Parameswara (1344-1424), también conocido como Iskandar Shah, fue un príncipe malasio del distrito Palembang (del imperio Srivijaya). Fundó el sultanato de Malaca hacia el año 1402. Sejarah Melayu afirma que Parameswara era descendiente de Alejandro Magno.
El nombre Parameśwara —proveniente del hinduismo— significa ‘supremo controlador’ (siendo parama: ‘supremo’ e īśvara: controlador) y se refiere a un nombre del dios hindú Vishnú o del dios Krishná. Practicaba el hinduismo, pero en 1414 (a la edad de 70 años) —tras su matrimonio con la princesa Malik ul Salih de Pasai—, se convirtió al islamismo. Tras su conversión, Parameswara se refería a sí mismo como sultán Iskandar Shah («Iskandar» era el nombre persa de Alejandro Magno).
- Datos: Q3363540